# Luigi Galetti
Luigi Galetti (Milano, 9 gennaio 1909 – Milano, 16 marzo 1977) è stato un calciatore italiano, di ruolo centromediano.

## Caratteristiche tecniche
Era dotato di un grande fisico e corrispondente potenza, ma non di grandi mezzi tecnici, circostanza che gli precluse la possibilità di fare una carriera ad alti livelli.

## Carriera
Inizia la carriera nel settore giovanile del Milan, con la cui maglia disputa anche una partita in Serie A, il 4 giugno 1931, contro la Pro Patria.
A fine stagione viene ceduto a titolo definitivo al Crema, squadra nella quale milita per un anno in Prima Divisione, la terza serie dell'epoca.
Passa in seguito allo Zurigo, con cui gioca per una stagione nella seconda serie svizzera.
Nel 1933 viene tesserato dalla Catanzarese, dove rimane complessivamente per quattro anni, tre dei quali in Serie B, categoria in cui gioca in totale 73 partite senza segnare.
Nel 1937 passa alla Caratese, nella quale milita per una stagione partecipando al campionato di Serie C, per poi terminare la carriera.

## Palmarès
- Serie C: 1

Catanzarese: 1935-1936 (girone D)